# John Van Denburgh
John Van Denburgh (San Francisco, Californië in de Verenigde Staten, 23 augustus 1872 – Honolulu, Hawaï, 24 oktober 1924) was een Amerikaanse dierkundige en medicus. Hij werd vooral bekend om zijn onderzoek aan het gif van het gilamonster en aan de reuzenschildpadden van de Galapagoseilanden. Hij was conservator herpetologie (reptielen en amfibieën)  aan de California Academy of Sciences en daarnaast praktiserend arts.

## Biografie
Van Denburgh was de zoon van Daniël van den Burgh, afkomstig uit Nederland. Zijn vader werd een succesvol tandarts in San Francisco. Zijn moeder was de dochter van de Amerikaanse politicus en diplomaat Joel Turrill die van 1845 tot 1850 consul was in Honolulu (koninkrijk Hawaï).
Als tiener had hij grote belangstelling voor het bestuderen van vogels en het verzamelen van eieren. Op 16-jarige leeftijd schreef hij zijn eerste wetenschappelijke artikel over de eieren van een soort kwartel.
Na een verblijf in 1890 aan de University of the Pacific, studeerde hij vanaf 1891 verder aan de Stanford-universiteit en specialiseerde zich in de dierkunde. In 1995 werd hij benoemd tot conservator van de afdeling herpetologie van de California Academy of Sciences. Deze functie behield hij tot aan zijn (vroegtijdige) dood. In 1897 behaalde hij zijn doctoraat (PhD) aan Stanford. In de periode 1896-1897 verrichtte hij onderzoek naar het effect van het gif exenatide van het gilamonster.
Als conservator bouwde hij de collectie op en organiseerde de afdeling herpetologie. Daarnaast studeerde hij geneeskunde en behaalde in 1902 zijn doctoraal als medicus aan de Johns Hopkins-universiteit en werkte als arts in San Francisco, naast zijn baan als conservator. 
Na de aardbeving San Francisco 1906 brandde het gebouw van de California Academy of Sciences volledig af en ging de hele collectie verloren. Mede dankzij de inspanningen van John Van Denburgh werd de collectie weer opgebouwd en later zelfs uitgebreid. In 1924 waren er 56.000 specimens, een collectie die (toen) waarschijnlijk groter was dan enig andere verzameling in Noord-Amerika.
In 1924 was hij op vakantie in Honolulu (Hawaï). Volgens een plaatselijke krant pleegde hij daar zelfmoord en leed hij aan zenuwinzinkingen.

## Zijn werk en nalatenschap
Hoewel hij altijd actief bleef als ornitholoog en diverse korte artikelen schreef over vogels, was hij vooral herpetoloog, geïnteresseerd in vergelijkende anatomie en de ecologie van reptielen en amfibieën en hun geografische verspreiding en de daarmee samenhangende taxonomie. Verder werd hij gewaardeerd om zijn expertise met laboratoriumtechnieken.
Hij schreef bijna honderd wetenschappelijke artikelen. Het meest bekend werd hij door zijn werk aan het gilamonster en de publicatie van een standaardwerk over de reptielen van westelijk Noord-Amerika in twee delen (1028 pagina's). Hij is de soortauteur van minstens 38 soorten reptielen waaronder de moerasschildpad Trachemys nebulosa en vier soorten reuzenschildpadden van de Galapagoseilanden: Chelonoidis phantasticus, Chelonoidis chathamensis, Chelonoidis darwini en Chelonoidis hoodensis. Een aantal soorten is als eerbetoon naar hem genoemd zoals de skink Scincella vandenburghi en de reuzenschildpad Chelonoidis vandenburghi.
- Gemeinsame Normdatei: 173194745
- International Standard Name Identifier: 0000 0003 5935 1027
- Library of Congress Control Number: n88611893
- Nationale Bibliotheek van Israël: 987007376996405171
- Nederlandse Thesaurus van Auteursnamen: 067857078
- Istituto Centrale per il Catalogo Unico: LO1V417313
- SNAC: w6c26ftb
- Museum of New Zealand Te Papa Tongarewa: 59828
- Virtual International Authority File: 218062268
- WorldCat: E39PBJcC3RjcK4vrWJwVpfkYyd